# Municipio de Rootwad
El municipio de Rootwad (en inglés: Rootwad Township) es un municipio ubicado en el condado de Scott en el estado estadounidense de Misuri. En el año 2010 tenía una población de 1210 habitantes y una densidad poblacional de 9,24 personas por km².

## Geografía
El municipio de Rootwad se encuentra ubicado en las coordenadas 36°55′37″N 89°38′33″O / 36.92694, -89.64250. Según la Oficina del Censo de los Estados Unidos, el municipio tiene una superficie total de 131.02 km², de la cual 131.02 km² corresponden a tierra firme y (0%) 0.01 km² es agua.

## Demografía
Según el censo de 2010, había 1210 personas residiendo en el municipio de Rootwad. La densidad de población era de 9,24 hab./km². De los 1210 habitantes, el municipio de Rootwad estaba compuesto por el 92.89% blancos, el 3.72% eran afroamericanos, el 0.25% eran amerindios, el 0.25% eran asiáticos, el 0.08% eran isleños del Pacífico, el 0.25% eran de otras razas y el 2.56% pertenecían a dos o más razas. Del total de la población el 0.99% eran hispanos o latinos de cualquier raza.